# الجمعية الكندية لصحة المراهقين
الجمعية الكندية لصحة المراهقين (والمعروفة باللغة الفرنسية باسم l'Association Canadienne pour la Santé des Adolescents) هي عبارة عن منظمة دفاعية متعددة التخصصات ولا تهدف إلى الربح مقرها في مونتريال، في كويبك، وتهدف إلى زيادة الاهتمام بالمشكلات الصحية التي تتعلق بالمراهقين الذين تتراوح أعمارهم بين العاشرة والتاسعة عشرة. وتقوم المنظمة بنشر جريدة، كما ترعى مؤتمرًا لأغراض وضع المعايير في مجال رعاية المراهقين صحيًا في مختلف أرجاء كندا. والجمعية الكندية، التي تم إنشاؤها في عام 1993 على يد جيان يفيس فرابيير، وهو طبيب أطفال يعمل في مركز جامعة سانت جوستين الصحي،، تم تأسيسها في عام 1996.